# Polter

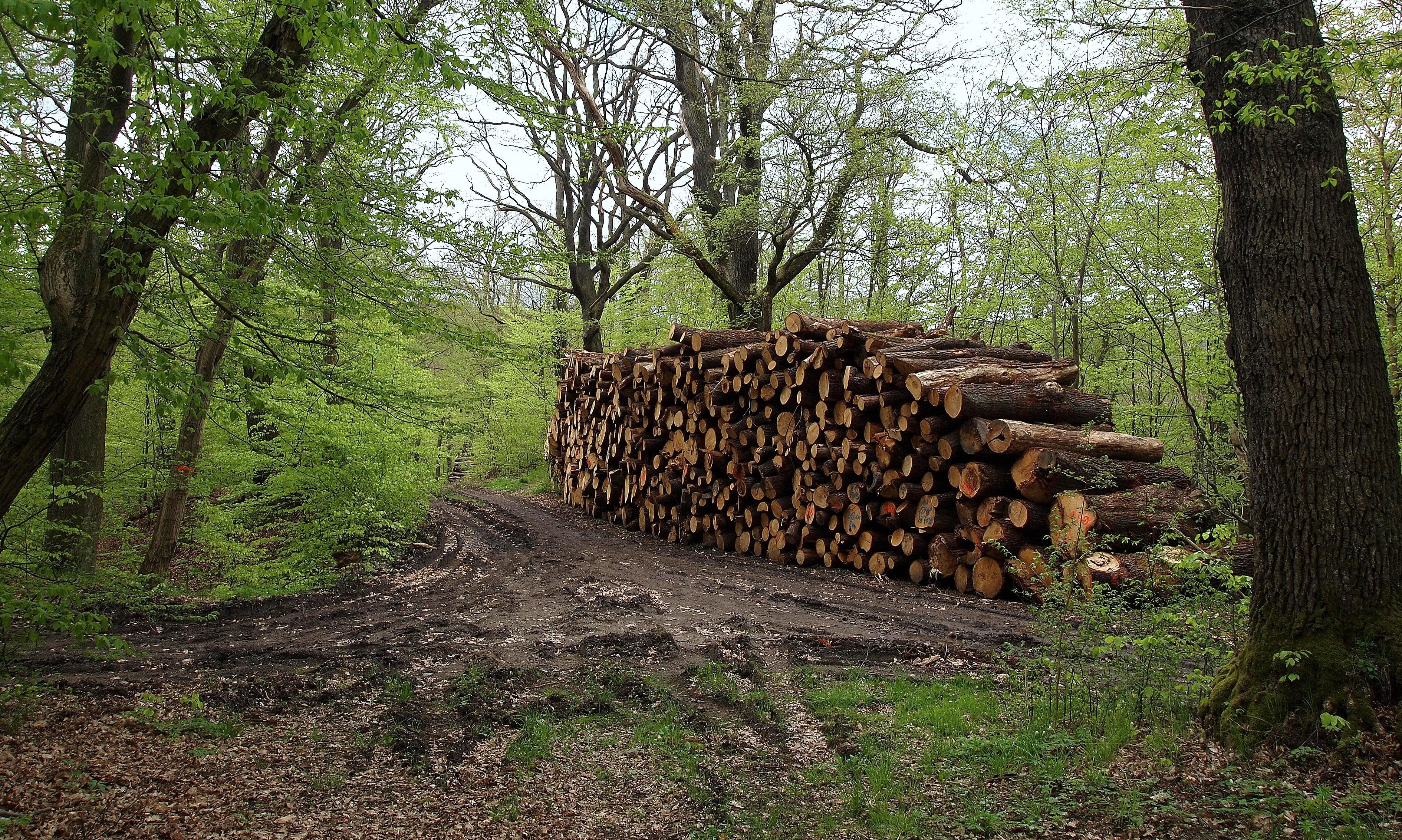
Polter mit Kurzholz im Harz, Sachsen-Anhalt

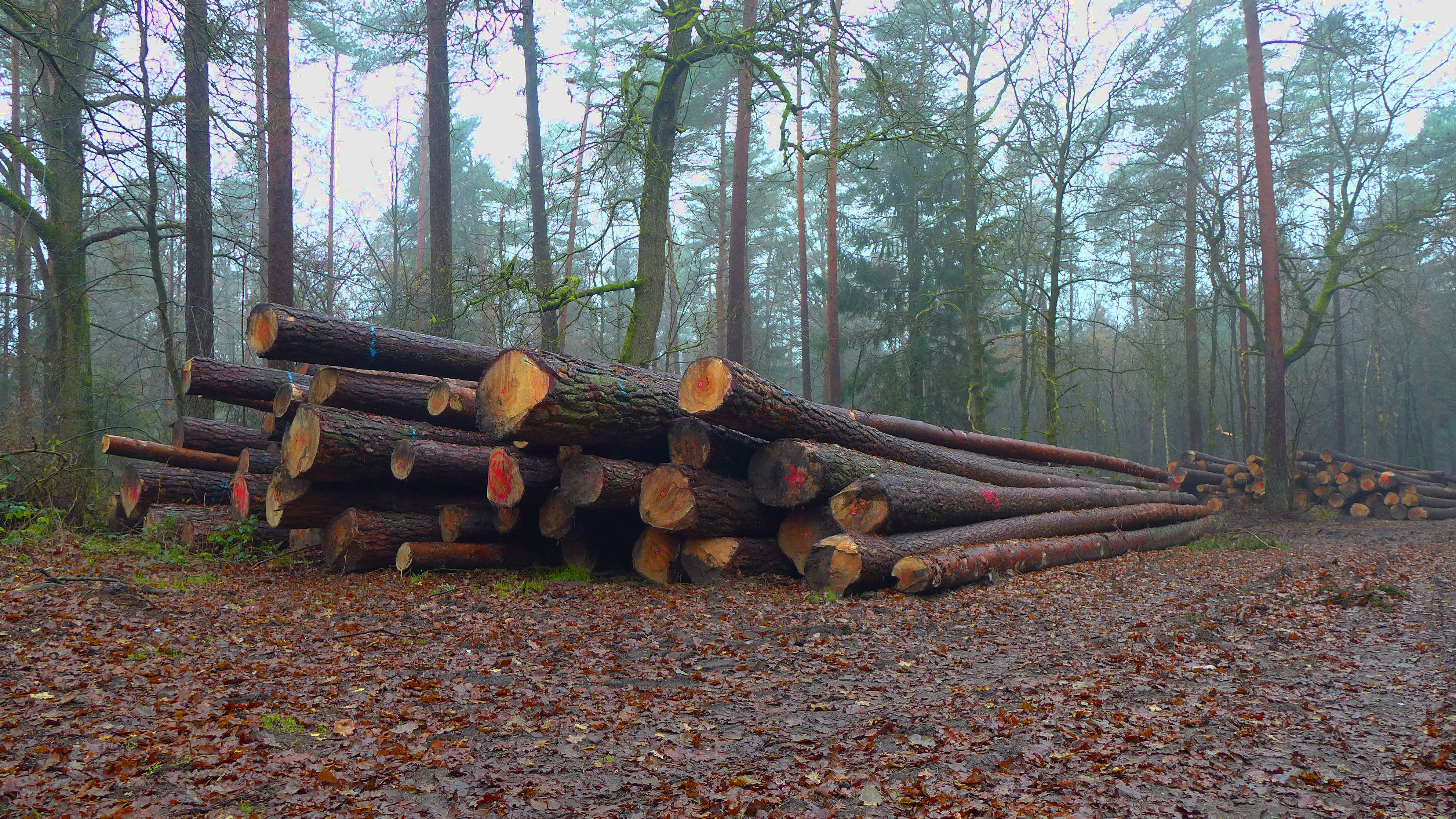
Polter mit Langholz in der Lüneburger Heide, Niedersachsen

Als Polter (der Polter, seltener das Polter; regional auch Polder) oder Holzpolter wird in der Forstwirtschaft gesammeltes und sortiertes Rundholz bezeichnet, das nach der Holzernte auf einem Sammelplatz zur Abfuhr bereitliegt, zum Beispiel am Rand von Forststraßen.

## Etymologie
Die Bezeichnung hat ihren Ursprung im polternden Geräusch, das beim Abwurf des Holzes auf dem Polterplatz entsteht. Das Zusammenstellen eines Polters nennt man daher auch poltern.
Abzugrenzen ist der Polter von Oberbegriffen Holzstapel und Holzstoß, wobei letzterer besonders mit Brennholz assoziiert wird.

## Sortierung
Im Zuge der Zuteilung des geschlagenen Rundholzes in die verschiedenen (Verkaufs-)Sortimente, forstsprachlich als Aushaltung bezeichnet, wird es auf dem Polterplatz (Holzlagerplatz) üblicherweise auf getrennte Polter verbracht. Jeder Polter sollte nur Holz derselben Sorte enthalten (dieselbe Baumart, einheitliche Länge, möglichst auch einheitliche Stärke und Qualität). Bei einem Mehrschichtpolter (Lagenpolter, Haufenpolter) liegen die Stämme längs aufeinander. Diese Vorgehensweise spart Platz und wird meist bei gleichförmigen Massensortimenten angewandt. Bei Einschichtpoltern (Fahrpoltern) werden die Stämme nebeneinander gelagert. Hierbei wird viel Platz verbraucht, aber die Stämme sind für Vermessungsarbeiten und Gütebeurteilungen besser zugänglich. Polternummern, die zumeist an der Stirnseite der Rundhölzer angebracht werden, dienen der Kennzeichnung der entstandenen Polter.
Die Stämme können in Rinde oder ohne Rinde gepoltert werden. Weiterhin wird unterschieden zwischen Trockenlagerung (meist mit Bodenfreiheit durch Unterlager) und Nasslagerung (zum Beispiel mit künstlicher Beregnung, siehe Nasslager). Zum Schutz der Holzernte vor dem Borkenkäfer und anderen Forstschädlingen können die Polter, wo legal, mit Insektiziden wie Chlorpyrifos besprüht werden.
Langholz wird auch in Poltern verkauft bzw. versteigert. Der Kunde erwirbt also ganze entastete Stämme. Die Holzmenge wird dabei in Festmeter angegeben; sie muss anhand des Volumens des Polters geschätzt werden. Der Käufer des Polterholzes muss sich selbst um den Abtransport und das Ablängen auf transportable Stücke kümmern.

## Digitalisierung und Verwaltung
Mit dem zunehmenden Einsatz digitaler Technologien in der Forstwirtschaft werden auch Polter vermehrt elektronisch erfasst und verwaltet. Moderne Forstsoftware ermöglicht es, Standortdaten, Holzmenge, Sortimente und Eigentumsverhältnisse direkt im Wald zu dokumentieren. Diese Daten werden häufig per App oder GPS-fähigem Gerät erfasst und zentral gespeichert, um die Rückverfolgbarkeit und Planung von Holztransporten zu verbessern. Ausdrucke der Daten werden auch als Polterkarte bezeichnet. Digitale Lösungen tragen so zu einer effizienteren Rundholzlogistik und einem transparenten Datenfluss zwischen Waldbesitzern, Spediteuren und Sägewerken bei.